# Karol Świderski
Karol Grzegorz Świderski (ur. 23 stycznia 1997 w Rawiczu) – polski piłkarz występujący na pozycji napastnika, zawodnik greckiego klubu Panathinaikos AO oraz reprezentacji Polski.
Uczestnik Mistrzostw Europy U-21 2019, Mistrzostw Europy 2020, Mistrzostw Świata 2022 oraz Mistrzostw Europy 2024

## Kariera klubowa
Karierę piłkarską rozpoczął w Rawii Rawicz. W latach 2012–2014 był piłkarzem szkoły mistrzostwa sportowego UKS SMS Łódź. Następnie w 2014 został zawodnikiem ekstraklasowej Jagiellonii Białystok, w której pierwsze szlify zdobył występując w Młodej Ekstraklasie w III-ligowej Jagiellonii II Białystok, drużynie rezerw Jagiellonii.
W Ekstraklasie zadebiutował 23 sierpnia 2014 w przegranym pojedynku 1:3 ze Śląskiem Wrocław, mając niespełna 18 lat, podczas meczu 6. kolejki rozgrywek Ekstraklasy 2014/2015. 3 czerwca 2015 w wyjazdowym wygranym meczu Jagiellonii z Pogonią Szczecin strzelił w 80. minucie swą pierwszą bramkę w Ekstraklasie.
W rozgrywkach pucharowych UEFA zadebiutował 2 lipca 2015 zdobywając zwycięską bramkę w wyjazdowym wygranym (1:0) meczu Jagiellonii z Kruoją Pokroje. Wystąpił także w spotkaniu rewanżowym, które Jagiellonia wygrała 8:0, zdobywając bramkę w 8. minucie. Zaliczył występy w barwach Jagiellonii przeciwko Omonii Nikozja.
20 stycznia 2019 podpisał kontrakt z greckim klubem PAOK FC, do którego został sprzedany za 2 miliony euro. Umowa miała obowiązywać do czerwca 2022. 27 stycznia 2019 Świderski zaliczył debiut w nowym zespole w spotkaniu greckiej Super League przeciwko OFI 1925, wygranym przez jego zespół 4:0. Trzy dni później w meczu przeciwko PAS Janina strzelił swojego premierowego gola przyczyniając się do zwycięstwa swojego zespołu 2:1. Sezon zakończył jako mistrz Grecji występując w 10 meczach, w których strzelił 4 bramki.
26 stycznia 2022 ogłoszono jego transfer do amerykańskiego klubu Charlotte FC w rozgrywkach Major League Soccer na okres do sezonu 2025 z opcją przedłużenia o rok,  jednocześnie będąc pierwszym zawodnikiem zaangażowanym o statusie „designated player” (pol. „gracz wyznaczony”). Jego drużyna została przyjęta do MLS od sezonu 2022.
1 lutego 2024 ogłoszono, że został wypożyczony do włoskiej drużyny Hellas Verona na okres do 30 czerwca 2024 z opcją wykupu. Na boiskach Serie A zagrał 15 spotkań i strzelił 2 gole: debiutanckiego 3 marca 2024 przeciw US Sassuolo Calcio (okazał się zwycięskim w meczu zakończonym wynikiem 1:0) oraz 12 maja z Torino FC (porażka 1:2). Na początku lipca 2024 poinformowano o jego powrocie do składu Charlotte FC. Zdążył zagrać 10 meczów sezonu regularnego MLS, w których strzelił 6 goli, a w pierwszej rundzie play-off zagrał trzy mecze rywalizacji z Orlando City SC: w drugim spotkaniu (0:0) w serii jedenastek wykorzystał swoją szansę, a w deydującym pojedynku zdobył gola w meczu (1:1) i nie wykorzystał pomeczowej jedenastki, a jego drużyna została wyeliminowana. 23 stycznia 2025 ogłoszono, że podpisał 3,5-letni kontrakt z greckim Panathinaikos AO, a w zespole otrzymał numer 19.

## Kariera reprezentacyjna

### Polska U-18
W marcu 2015 Karol Świderski otrzymał od selekcjonera reprezentacji Polski U-18 Rafała Janasa powołanie na mecze Pucharu Federacji LFF U-18. Swój debiut w kadrze zaliczył w zwycięskim meczu z Gruzją U-18, który Polska wygrała 1:0. Wystąpił w meczu z Łotwą U-18 zremisowanym 1:1 (gdzie zdobył bramkę w 9. minucie) oraz w przegranym spotkaniu 1:3 z Ukrainą U-18. 14 i 16 czerwca 2015 wystąpił w reprezentacji Polski w dwumeczu przeciwko reprezentacji Gruzji U-18 (Tbilisi).

### Polska U-19
Zadebiutował w reprezentacji Polski do lat 19. 5 września 2015 w zremisowanym 1:1 w meczu towarzyskim z rówieśnikami z Walii.
Wystąpił w dwóch meczach towarzyskich ze Słowenią. W pierwszym zremisowanym meczu 2:2 strzelił obie bramki.
Wystąpił udanie na turnieju w ramach eliminacji do mistrzostw Europy U-19, który odbyły się na Cyprze przeciwko Bułgarii, Cyprowi i Luksemburgowi zdobywając trzy gole.

### Polska
W seniorskiej Reprezentacji Polski Karol Świderski zadebiutował w drugim meczu eliminacji do Mistrzostw Świata 2022 przeciw Andorze, zmieniając w 63. minucie Roberta Lewandowskiego. W 88. minucie zawodnik strzelił swoją pierwszą bramkę w reprezentacji, strzelając gola po podaniu Kamila Grosickiego ustalając wynik spotkania na 3:0. Trzy dni później w kolejnym meczu eliminacji do MŚ wyszedł w pierwszym składzie Polski w spotkaniu wyjazdowym przeciw Anglii w Londynie i rozegrał całą pierwszą połowę, po czym w przerwie został zmieniony przez Arkadiusza Milika. Na początku czerwca 2021 wystąpił w dwóch spotkaniach towarzyskich: 1 czerwca we Wrocławiu przeciw Rosji (1:1), rozgrywając 67 minut (zmieniony przez Jakuba Modera). 8 czerwca w Poznaniu przeciw Islandii (2:2), w którym wszedł na plac gry w 81. minucie w miejsce Roberta Lewandowskiego i w 88. minucie strzelił gola wyrównującego wynik na 2:2. Podczas rozgrywanych w czerwcu 2021 Mistrzostw Europy 2020 zagrał w trzech meczach grupowych. W pierwszym 14 czerwca w Petersburgu (Rosja) przeciw Słowacji (1:2) pojawił się na boisku w 85. minucie zmieniając Piotra Zielińskiego. W drugim, 19 czerwca w Sewilli (Hiszpania) przeciw Hiszpanii (1:1) zagrał od początku, zmarnował okazję do strzelenia gola z bliska w 35. minucie i trafił piłką w słupek strzałem zza pola karnego w 43. minucie, przebywał na murawie 68 minut (zmieniony przez Przemysława Frankowskiego). W decydującej, trzeciej rywalizacji 23 czerwca w Petersburgu przeciw Szwecji (2:3) spędził na boisku pełny czas gry.
Potem występował nadal w meczach eliminacyjnych do MŚ 2022. 2 września 2021 w Warszawie przeciw Albanii (4:1) pojawił się na boisku w 81. minucie zastępując Adama Buksę, minutę później otrzymał żółtą kartkę za faul, a w 89. minucie miał asystę przy golu Karola Linetty’ego, ustalającego wynik końcowy na 4:1. Trzy dni później w meczu wyjazdowym przeciw San Marino (7:1) w 16. minucie zdobył gola na 2:0 po podaniu Tymoteusza Puchacza i wystąpił w pełnym wymiarze czasowym. Po kolejnych trzech dniach, 8 września zagrał przeciw Anglii (1:1) w Warszawie, pojawiając się na placu gry w 63. minucie w miejsce Adama Buksy. 9 października 2021 w domowym meczu przeciw San Marino (5:0) w Warszawie w 10 minucie po zagraniu głową uzyskał premierowego gola w rywalizacji, a w 72. minucie został zmieniony przez Adama Buksę. Trzy dni później, 12 października w meczu rewanżowym przeciw Albanii w Tiranie wszedł na murawę w 71. minucie zastępując Adama Buksę, a w 77. minucie z podania Mateusza Klicha strzelił jedynego gola w spotkaniu. Po jego bramce mecz został przerwany z powodu zachowania widowni gospodarzy, po przerwie wznowiony i zakończył się wynikiem 1:0. W marcu 2022 został powołany na planowane mecze barażowe do MŚ 2022, ale ostatecznie nie przybył na zgrupowanie wskutek zgłoszonego urazu.
Kolejny mecz w kadrze rozegrał 1 czerwca 2022 we Wrocławiu na inaugurację Ligi Narodów 2022/2023, gdy w spotkaniu przeciw Walii pojawił się jako zmiennik na boisku w 73. minucie, a w 85. zdobył zwycięskiego gola (2:1). W meczu domowym LN przeciw Belgii w Warszawie 14 czerwca 2022 wszedł na boisko w 57. minucie za Piotra Zielińskiego przy stanie 0:1 (takim wynikiem mecz zakończył się). W rewanżowym meczu LN przeciw Walii w Cardiff 25 września 2022 grał od początku spotkania, w 57 minucie zdobył jedynego i zarazem zwycięskiego gola w meczu, a w 64. minucie zszedł z boiska zmienionym przez Krzysztofa Piątka. Jego zwycięskie bramki meczowe w obu spotkaniach przeciw Walii zapewniły Polsce utrzymanie w Dywizji A Ligi Narodów. 16 listopada 2022 zagrał niespełna godzinę w towarzyszkim meczu z Chile w Warszawie (1:0). Później został powołany na turniej Mistrzostw Świata w Katarze i 30 listopada 2022 wystąpił w trzecim meczu grupwym przeciw Argentynie, rozgrywając pierwszą połowę zakończoną wynikiem 0:0 (zmienił go Michał Skóraś, a Polska ostatecznie przegrała 0:2).
W 2025 uczestniczył w meczach Grupy E eliminacji Mistrzostw Europy  2024: 24 marca w Pradze zagrał drugą połowę w wyjazdowym meczu z Czechami (przegrana 3:1), a trzy dni później w Warszawie w 41 min zdobył zwycięskiego gola przeciw Albanii (1:0). Potem w kolejnych meczach eliminacyjnych przeważnie pojawiał się jako zmiennik: 20 czerwca 2023 wyjazd z Mołdawią (wszedł na boisko przy prowadzeniu 2:1, Polska przerała 2:3), 7 września 2023 mecz u siebie z Wysp Owczych (pojawił się na murawie w 59 min, a w 83 min asystował przy drugim golu Roberta Lewandowskiego, wynik 2:0), 10 września 2023 w Tirane przeciw Albanii (wszedł na plac gry w 61 min, porażka 0:2), 15 października 2023 w Warszawie z Mołdawią (wyrównujący gol w 53 min, zagrał cały mecz, wynik 1:1) i 17 listopada 2023 w domowym meczu z Czechami (zagrał pierwszą połowę, wynik 1:1). 21 listopada 2023 zagrał jeszcze w towarzyskim meczu z Łotwą (wszed w 60 min, wynik 2:2). W 2024 pojawił się w dwóch meczach baraży do ME 2024: 21 marca przeciw Estonii (zagrał 73 min, wynik 5:1), 26 marca w finale w Cardiff z Walii (80 minut, wynik 0:0 i k. 5:4).
10 czerwca 2024 w towarzyskim meczu w Warszawie przeciw Turcji w 12 min strzelił pierwszego gola, a celebrując radość doznał kontuzji kostki i musiał opuścić boisko w 18 min (wynik 2:1). Wkrótce potem został powołany na turniej Mistrzostw Europy 2024 i jako zmiennik pojawiał się na placu gry w trzech meczach grupy D: 16 czerwca w Hamburgu przeciw Holandii (od 55 min za Kacpra Urbańskiego przy stanie 1:1, przegrana 1:2), 21 czerwca w Berlinie przeciw Austrii (od 60 min za Krzysztofa Piątka przy stanie 1:1, przegrana 1:3), 25 czerwca w Dortmundzie przeciw Francji (od 68 min za Sebastiana Szymańskiego przy stanie 0:1, po faulu Dayota Upamecano na nim w 75 min Robert Lewandowski doprowadził do wyrównania, wynik 1:1). W drugiej połowie roku występował w meczach Ligi Narodów grupy A1: 8 września w Osijeku Chorwacji (w 62 min przy stanie 0:1 zastąpił Mateusza Bogusza, wynik nie zmienił się), a potem w Warszawie 12 października przeciw Portugalii (grał do 76 min przy stanie 0:2 zmieniony przez K. Urbańskiego, wynik 1:3) i 15 października w rewanżu przeciw Chorwacji (grał do 62 min zmieniony przez R. Lewandowskiego przy stanie 2:3, wynik 3:3). W przedostatnim meczu rywalizacji 15 listopada w Porto z Portugalią ok. 70 min miał pojawić się na placu gry jako zawodnik wchodzący, jednak ostatecznie do zmiany nie doszło, gdyż zorientowano się, że zawodnik nie został wpisany do protokołu meczowego. To zaniedbanie w sztabie reprezentacji Polski odbiło się szerokim echem w polskich mediach. Trzy dni później w Warszawie zagrał w ostatnim meczu ze Szkocją, a za swój występ był krytykowany w mediach z uwagi na zmarnowanie dwóch dogodnych sytuacji strzeleckich (w 75 min. został zmieniony przez Kacpra Urbańskiego).

## Statystyki

### Klubowe
(aktualne na 30 lipca 2023)
| Klub                     | Sezon              | Liga                | Liga  | Liga   | Puchar kraju | Puchar kraju | Kontynentalne | Kontynentalne | Suma  | Suma   |
| Klub                     | Sezon              | Liga                | Mecze | Bramki | Mecze        | Bramki       | Mecze         | Bramki        | Mecze | Bramki |
| ------------------------ | ------------------ | ------------------- | ----- | ------ | ------------ | ------------ | ------------- | ------------- | ----- | ------ |
| Jagiellonia II Białystok | 2014/2015          | III liga            | 11    | 5      | 0            | 0            | –             | –             | 11    | 5      |
| Jagiellonia II Białystok | 2015/2016          | III liga            | 1     | 0      | 0            | 0            | –             | –             | 1     | 0      |
| Jagiellonia II Białystok | 2016/2017          | III liga            | 1     | 0      | 0            | 0            | –             | –             | 1     | 0      |
| Jagiellonia II Białystok | Łącznie            | Łącznie             | 13    | 5      | 0            | 0            | –             | –             | 13    | 5      |
| Jagiellonia Białystok    | 2014/2015          | Ekstraklasa         | 7     | 1      | 0            | 0            | –             | –             | 7     | 1      |
| Jagiellonia Białystok    | 2015/2016          | Ekstraklasa         | 31    | 4      | 1            | 1            | 4             | 2             | 36    | 7      |
| Jagiellonia Białystok    | 2016/2017          | Ekstraklasa         | 26    | 2      | 2            | 1            | –             | –             | 28    | 3      |
| Jagiellonia Białystok    | 2017/2018          | Ekstraklasa         | 32    | 5      | 1            | 0            | 1             | 0             | 34    | 5      |
| Jagiellonia Białystok    | 2018/2019          | Ekstraklasa         | 17    | 8      | 3            | 1            | 3             | 0             | 23    | 9      |
| Jagiellonia Białystok    | Łącznie            | Łącznie             | 113   | 20     | 7            | 3            | 8             | 2             | 128   | 25     |
| PAOK FC                  | 2018/2019          | Superleague Ellada  | 11    | 4      | 4            | 2            | 0             | 0             | 15    | 6      |
| PAOK FC                  | 2019/2020          | Superleague Ellada  | 34    | 11     | 4            | 2            | 3             | 1             | 41    | 14     |
| PAOK FC                  | 2020/2021          | Superleague Ellada  | 35    | 11     | 4            | 0            | 9             | 0             | 48    | 11     |
| PAOK FC                  | 2021/2022          | Superleague Ellada  | 16    | 4      | 2            | 0            | 10            | 0             | 28    | 4      |
| PAOK FC                  | Łącznie            | Łącznie             | 96    | 30     | 14           | 4            | 22            | 1             | 132   | 35     |
| Charlotte FC             | 2022               | Major League Soccer | 30    | 10     | 0            | 0            | –             | –             | 30    | 10     |
| Charlotte FC             | 2023               | Major League Soccer | 31    | 12     | 3            | 1            | 2             | 2             | 36    | 15     |
| Charlotte FC             | 2024               | Major League Soccer | 13    | 7      |              |              |               |               | 13    | 7      |
| Charlotte FC             | Łącznie            | Łącznie             | 50    | 17     | 3            | 1            | 2             | 2             | 55    | 20     |
| Hellas Verona            | 2023/2024          | Serie A             | 15    | 2      |              |              |               |               | 15    | 2      |
| Hellas Verona            | Łącznie            | Łącznie             | 15    | 2      |              |              |               |               | 15    | 2      |
| Łącznie w karierze       | Łącznie w karierze | Łącznie w karierze  | 272   | 72     | 24           | 8            | 32            | 5             | 328   | 85     |

### Reprezentacyjne
(aktualne na dzień 6 czerwca 2025)
| Występy i gole w reprezentacji | Występy i gole w reprezentacji | Występy i gole w reprezentacji | Występy i gole w reprezentacji | Występy i gole w reprezentacji | Występy i gole w reprezentacji | Występy i gole w reprezentacji | Występy i gole w reprezentacji | Występy i gole w reprezentacji |
| Lp.                            | Data                           | Miasto                         | Przeciwnik                     | Wynik                          | Czas                           | Gole                           | Inne                           | Rozgrywki                      |
| ------------------------------ | ------------------------------ | ------------------------------ | ------------------------------ | ------------------------------ | ------------------------------ | ------------------------------ | ------------------------------ | ------------------------------ |
| 1.                             | 28.03.2021                     | Warszawa                       | Andora                         | 3:0 (1:0)                      | 63'–90'                        | 88' (3:0)                      |                                | el. MŚ 2022                    |
| 2.                             | 31.03.2021                     | Londyn                         | Anglia                         | 1:2 (0:1)                      | 1'–45'                         |                                |                                | el. MŚ 2022                    |
| 3.                             | 01.06.2021                     | Wrocław                        | Rosja                          | 1:1 (1:0)                      | 1'–67'                         |                                |                                | mecz towarzyski                |
| 4.                             | 08.06.2021                     | Poznań                         | Islandia                       | 2:2 (1:1)                      | 81'–90'                        | 88' (2:2)                      |                                | mecz towarzyski                |
| 5.                             | 14.06.2021                     | Petersburg                     | Słowacja                       | 1:2 (0:1)                      | 85'–90'                        |                                |                                | ME 2020                        |
| 6.                             | 19.06.2021                     | Sewilla                        | Hiszpania                      | 1:1 (0:1)                      | 1'–68'                         |                                |                                | ME 2020                        |
| 7.                             | 23.06.2021                     | Petersburg                     | Szwecja                        | 2:3 (0:1)                      | 1'–90'                         |                                |                                | ME 2020                        |
| 8.                             | 02.09.2021                     | Warszawa                       | Albania                        | 4:1 (2:1)                      | 81'–90'                        |                                | 82', as. 89'                   | el. MŚ 2022                    |
| 9.                             | 05.09.2021                     | Serravalle                     | San Marino                     | 7:1 (4:0)                      | 1'–90'                         | 16' (2:0)                      |                                | el. MŚ 2022                    |
| 10.                            | 08.09.2021                     | Warszawa                       | Anglia                         | 1:1 (0:0)                      | 63'–90'                        |                                |                                | el. MŚ 2022                    |
| 11.                            | 09.10.2021                     | Warszawa                       | San Marino                     | 5:0 (2:0)                      | 1'–72'                         | 10' (1:0)                      |                                | el. MŚ 2022                    |
| 12.                            | 12.10.2021                     | Tirana                         | Albania                        | 1:0 (0:0)                      | 71'–90'                        | 77' (1:0)                      |                                | el. MŚ 2022                    |
| 13.                            | 12.11.2021                     | Andora                         | Andora                         | 4:1 (3:1)                      | 77'–90'                        |                                |                                | el. MŚ 2022                    |
| 14.                            | 15.11.2021                     | Warszawa                       | Węgry                          | 1:2 (0:1)                      | 1'–90'                         | 61' (1:1)                      |                                | el. MŚ 2022                    |
| 15.                            | 01.06.2022                     | Wrocław                        | Walia                          | 2:1 (0:0)                      | 73'–90'                        | 85' (2:1)                      |                                | Liga Narodów 2022/2023         |
| 16.                            | 14.06.2022                     | Warszawa                       | Belgia                         | 0:1 (0:1)                      | 57'–90'                        |                                |                                | Liga Narodów 2022/2023         |
| 17.                            | 25.09.2022                     | Cardiff                        | Walia                          | 1:0 (0:0)                      | 1'–64'                         | 57' (1:0)                      |                                | Liga Narodów 2022/2023         |
| 18.                            | 16.11.2022                     | Warszawa                       | Chile                          | 1:0 (0:0)                      | 1'–59'                         |                                |                                | towarzyski                     |
| 19.                            | 30.11.2022                     | Doha                           | Argentyna                      | 0:2 (0:0)                      | 1'–46'                         |                                |                                | MŚ 2022                        |
| 20.                            | 24.03.2023                     | Praga                          | Czechy                         | 1:3 (0:2)                      | 46'–90'                        |                                |                                | el. ME 2024                    |
| 21.                            | 27.03.2023                     | Warszawa                       | Albania                        | 1:0 (1:0)                      | 1'–89'                         | 41' (1:0)                      |                                | el. ME 2024                    |
| 22.                            | 20.06.2023                     | Kiszyniów                      | Mołdawia                       | 2:3 (2:0)                      | 73'–90'                        |                                |                                | el. ME 2024                    |
| 23.                            | 07.09.2023                     | Warszawa                       | Wyspy Owcze                    | 2:0 (0:0)                      | 59'–90'                        |                                | as. 83'                        | el. ME 2024                    |
| 24.                            | 10.09.2023                     | Tirana                         | Albania                        | 0:2 (0:1)                      | 61'–90'                        |                                |                                | el. ME 2024                    |
| 25.                            | 12.10.2023                     | Thorshavn                      | Wyspy Owcze                    | 2:0 (0:0)                      | 59'–90'                        |                                |                                | el. ME 2024                    |
| 26.                            | 15.10.2023                     | Warszawa                       | Mołdawia                       | 1:1 (0:1)                      | 1'–90'                         | 52' (1:1)                      |                                | el. ME 2024                    |
| 27.                            | 17.11.2023                     | Warszawa                       | Czechy                         | 1:1 (1:0)                      | 1'–46'                         |                                |                                | el. ME 2024                    |
| 28.                            | 21.11.2023                     | Warszawa                       | Łotwa                          | 2:0 (1:0)                      | 60'-90'                        |                                | 69'                            | towarzyski                     |
| 29.                            | 21.03.2024                     | Warszawa                       | Estonia                        | 5:1 (1:0)                      | 1'–72'                         |                                |                                | el. ME 2024 Baraże półfinał    |
| 30.                            | 26.03.2024                     | Cardiff                        | Walia                          | 0:0 (k. 5:4)                   | 1'–80'                         |                                |                                | el. ME 2024 Baraże finał       |
| 31.                            | 10.06.2024                     | Warszawa                       | Turcja                         | 2:1 (1:0)                      | 1'–18'                         | 12' (1:0)                      |                                | towarzyski                     |
| 32.                            | 16.06.2024                     | Hamburg                        | Holandia                       | 1:2 (1:1)                      | 55'-90'                        |                                |                                | ME 2024                        |
| 33.                            | 21.06.2024                     | Berlin                         | Austria                        | 1:3 (1:1)                      | 60'-90'                        |                                |                                | ME 2024                        |
| 34.                            | 25.06.2024                     | Dortmund                       | Francja                        | 1:1 (1:1)                      | 68'-90'                        |                                | 90'                            | ME 2024                        |
| 35.                            | 08.09.2024                     | Osijek                         | Chorwacja                      | 0:1 (1:1)                      | 62'-90'                        |                                |                                | Liga Narodów 2024/2025         |
| 36.                            | 12.10.2024                     | Warszawa                       | Portugalia                     | 1:3 (0:2)                      | 1'–76'                         |                                |                                | Liga Narodów 2024/2025         |
| 37.                            | 15.10.2024                     | Warszawa                       | Chorwacja                      | 3:3 (2:3)                      | 1'–62'                         |                                |                                | Liga Narodów 2024/2025         |
| 38.                            | 18.11.2024                     | Warszawa                       | Szkocja                        | 1:2 (0:1)                      | 1'–75'                         |                                |                                | Liga Narodów 2024/2025         |
| 39.                            | 21.03.2025                     | Warszawa                       | Litwa                          | 1:0 (0:0)                      | 1'–68'                         |                                |                                | el. MŚ 2026                    |
| 40.                            | 24.03.2025                     | Warszawa                       | Malta                          | 2:0 (0:0)                      | 1'–90'                         | 27' (1:0), 51' (2:0)           |                                | el. MŚ 2026                    |
| 41.                            | 06.06.2025                     | Chorzów                        | Mołdawia                       | 2:0 (1:0)                      | 32'–90'                        |                                |                                | towarzyski                     |
| 42.                            | 10.06.2025                     | Helsinki                       | Finlandia                      | 1:2 (0:1)                      | 1'–57'                         |                                |                                | el. MŚ 2026                    |

## Osiągnięcia
Klubowe
- Srebrny medal mistrzostw Polski (2): 2016/2017, 2017/2018 z Jagiellonią Białystok
- Złoty medal mistrzostw Grecji (1): 2018/2019 z PAOK FC
- Srebrny medal mistrzostw Grecji (2): 2019/2020, 2020/2021 z PAOK FC
- Puchar Grecji (2): 2018/2019, 2020/2021 z PAOK FC

Indywidualne
- Superleague Ellada (2019/2020)[72]:
  - Zwycięstwo w plebiscycie na najlepszy gol 7 kolejki[73]
  - Trzecie miejsce w klasyfikacji strzelców w sezonie zasadniczym: 10 goli
  - Czwarte miejsce w klasyfikacji strzelców w całym sezonie: 11 goli
- Superleague Ellada (2019/2020)[74]:
  - Piąte miejsce w klasyfikacji strzelców w sezonie zasadniczym: 9 goli
- Superleague Ellada (2020/2021):
  - Piąte miejsce w klasyfikacji strzelców w sezonie zasadniczym: 9 goli[74]
  - Siódme miejsce w klasyfikacji asystentów w sezonie zasadniczym: 5 asyst[75]
- Major League Soccer (2022)[76]:
  - Pierwsze miejsce w klasyfikacji strzelców w drużynie Charlotte FC w sezonie zasadniczym: 10 goli
  - Pierwsze miejsce w klasyfikacji asystentów w drużynie Charlotte FC w sezonie zasadniczym: 6 asyst
  - Pierwsze miejsce w klasyfikacji kanadyjskiej w drużynie Charlotte FC w sezonie zasadniczym: 16 punktów
- Major League Soccer (2023)[77]:
  - Pierwsze miejsce w klasyfikacji strzelców w drużynie Charlotte FC w sezonie zasadniczym: 12 goli
  - Pierwsze miejsce w klasyfikacji asystentów w drużynie Charlotte FC w sezonie zasadniczym: 4 asysty
  - Pierwsze miejsce w klasyfikacji kanadyjskiej w drużynie Charlotte FC w sezonie zasadniczym: 16 punktów
- Major League Soccer (2024)[77][c]:
  - Trzecie miejsce w klasyfikacji strzelców w drużynie Charlotte FC w sezonie zasadniczym: 6 goli
  - Trzecie miejsce w klasyfikacji kanadyjskiej w drużynie Charlotte FC w sezonie zasadniczym: 8 punktów